# Karađorđe Petrović
El título de este artículo contiene los siguientes caracteres: đ y ć. En caso de no estar disponibles, el nombre puede ser representado como Karadjordje Petrovic.
Đorđe Petrović, llamado Karađorđe (en cirílico: Карађорђе Петровић, también utilizado Karadjordje Petrovic; 3 de noviembre de 1768 - 24 de julio de 1817), fue un militar, revolucionario y hombre de Estado de Serbia. Fue el comandante del ejército serbio en la primera revuelta nacional contra los otomanos y el fundador de la dinastía Karađorđević, que gobernaría Serbia y Yugoslavia desde la Primera Guerra Mundial hasta la ascensión de Josip Broz Tito. Su verdadero nombre, Đorđe Petrović, fue cambiado por los otomanos por Kara Đorđe («Jorge el Negro») a causa de su tez morena.
Nacido en una familia empobrecida en la región de Šumadija de la Serbia otomana, Karađorđe se distinguió durante la guerra austro-turca de 1788-1791 como miembro del Cuerpo Libre de Serbia, una milicia formada por Habsburgo y serbios otomanos armados y entrenados por los austriacos. Ante el temor a represalias tras la derrota de los rebeldes austriacos y serbios en 1791, él y su familia huyeron al Imperio austríaco, donde vivirían hasta 1794, cuando se declaró una amnistía general. Karađorđe posteriormente regresó a Šumadija y se convirtió en un comerciante de ganado. En 1796, el gobernador rebelde de Sanjacado de Vidin, Osman Pazvantoğlu, invadió el Pashalik de Belgrado, y Karađorđe luchó junto a los otomanos para sofocar la incursión.
A principios de 1804, después de una matanza de jefes serbios por jenízaros otomanos renegados conocidos como dahis, los servios del Pashalik se rebelaron. Karađorđe fue elegido por unanimidad para liderar el levantamiento contra los dahis en una asamblea de jefes supervivientes en febrero de 1804. En seis meses, la mayoría de los líderes dahis habían sido capturados y ejecutados por las fuerzas de Karađorđe, y para 1805, los restos finales de la resistencia dahi habían sido aplastados. Karađorđe y sus seguidores ahora exigían una amplia autonomía, una medida que el Sultán Selim interpretó como el primer paso hacia la independencia completa. Selim pronunció la Yihad contra los rebeldes y ordenó a un ejército que marche hacia el Pashalik. Los otomanos sufrieron una serie de derrotas a manos de las fuerzas de Karađorđe. Hacia 1806 los rebeldes habían capturado a todas las ciudades importantes en el Pashalik, incluyendo Belgrado y Smederevo, y expulsó a sus habitantes musulmanes. Cargado por las demandas de la guerra ruso-otomana de 1806–1812, Selim ofreció a los serbios una amplia autonomía, pero Karađorđe se negó a la luz de la declaración de Rusia de ayudar a los rebeldes si seguían luchando.
En constantes luchas internas, junto con la invasión napoleónica de Rusia en 1812, debilitó a los rebeldes y los otomanos fueron capaces de revertir muchas de sus ganancias. Karađorđe se vio obligado a huir a Serbia en octubre de 1813 y Belgrado cayó ese mismo mes, con lo que el primer levantamiento serbio llegó a su fin. Él y sus seguidores buscaron refugio en el Imperio austríaco, pero fueron arrestados y detenidos. A pesar de las peticiones otomanas de extradición, los austriacos entregaron a Karađorđe a los rusos, que le ofrecieron refugio en Besarabia. Allí, se unió a la sociedad secreta griega conocida como Filiki Eteria, que planeaba lanzar un levantamiento pan-balcánico contra los otomanos. Karađorđe regresó a Serbia en secreto en julio de 1817, pero fue asesinado poco después por agentes de Miloš Obrenović, un líder rebelde rival, que estaba preocupado de que la reaparición de Karađorđe causara que los otomanos renegaran de las concesiones que habían aceptado después del segundo alzamiento serbio de 1815. Karađorđe es considerado el fundador de la dinastía Karađorđević, que gobernó Serbia en varios intervalos durante los siglos XIX y XX. Su asesinato dio lugar a una violenta y prolongada disputa entre sus descendientes y los de Obrenović, con el trono serbio cambiando de manos varias veces.

## Orígenes
Đorđe Petrović nació en el seno de una familia humilde en la aldea de Viševac, en la región de Šumadija de la Serbia otomana, el 16 de noviembre —según el calendario juliano, 3 de noviembre— de 1768. Era el mayor de los cinco hijos de sus padres. Su padre, Petar Jovanović, era un salteador de caminos (o hajduk) en su juventud, pero desde entonces se había convertido en campesino. Su madre, Marica (apellido de soltera Živković), era ama de casa. El apellido de Petrović se deriva del nombre de pila de su padre, en línea con las convenciones contemporáneas de nombres serbios. Como la mayoría de sus contemporáneos, Petrović era analfabeto. Su familia celebró la fiesta de San Clemente. Se dice que han descendido de la tribu Vasojevići del valle del río Lim en Montenegro. Se cree que sus antepasados emigraron de Montenegro a Šumadija a fines de la década de 1730 o principios de la década de 1740. La infancia de Petrović fue agotadora y difícil. Sus padres se vieron obligados a mudarse a menudo en busca de un medio de vida. Su padre trabajó como jornalero y sirviente de un cipayo (serbocroata: spahija), un soldado de caballería otomano. El propio Petrović pasó su adolescencia trabajando como pastor. En 1785, se casó con Jelena Jovanović, cuya familia procedía de la aldea de Masloševo. La pareja tuvo siete hijos, seis de los cuales llegaron a la edad adulta.
Petrović trabajó para varios terratenientes en Šumadija hasta 1787, cuando él y su familia abandonaron la región y se establecieron en el Imperio austríaco, por temor a la persecución a manos de los jenízaros otomanos. Se dice que mientras se preparaban para cruzar el Danubio hacia Austria, el padre de Petrović comenzó a tener dudas acerca de dejar Šumadija. Sabiendo que toda la familia se pondría en peligro si su padre se quedara atrás, Petrović se llevó la vida de su padre o hizo arreglos para que alguien lo matara.

## Primeras hazañas militares
Tras el estallido de la guerra austro-turca de 1788–1791, Petrović se unió al Cuerpo Libre Serbio (en alemán: Serbische Freikorps), y participó en la lucha contra los otomanos en Serbia occidental. El Cuerpo Libre era una milicia voluntaria formada por serbios otomanos y habsburgo, armada y entrenada por los austriacos. Fue dirigido por un oficial serbio de Habsburgo, el comandante Mihailo Mihaljević. La participación de Petrović en la guerra le brindó una experiencia militar inestimable, así como una visión de las técnicas militares de los austriacos. Se distinguió en combate y fue condecorado por su valentía, alcanzando el rango de sargento (en alemán: Wachtmeister). En esta capacidad, se le dio el mando de un escuadrón de 25 hombres.
Los austriacos y los rebeldes serbios lograron brevemente liberar una franja de tierra al este y al sur de Belgrado, que en la historiografía serbia llegó a ser conocida como la Frontera de Koča (en serbocroata: Kočina Krajina), en honor a uno de los líderes rebeldes principales, Koča Anđelković. En 1791, los austriacos y otomanos firmaron el Tratado de Sistova. Los austriacos acordaron devolver todo el territorio que ellos y los serbios habían capturado al sur del Danubio a cambio de pequeñas concesiones territoriales en el norte de Bosnia, abandonando efectivamente a los serbios y dejándolos para resistir a los otomanos por su cuenta. Los rebeldes fueron aplastados en 1792 y la mayoría de sus líderes ejecutados. No dispuesto a rendirse, Petrović se convirtió en un hajduk y luchó brevemente contra los otomanos como un proscrito. Él y su familia una vez más buscaron refugio en el Imperio Austriaco, esta vez encontrando un santuario en el Monasterio Krušedol, al pie de Fruška Gora, donde Petrović trabajó como guardabosques.
En 1793, Hadji Mustafa Pasha fue nombrado gobernador de los Pashalik de Belgrado. Declaró una amnistía general para los ex rebeldes y anunció que los musulmanes ya no servirían como recaudadores de impuestos en áreas donde los cristianos formaban la mayoría de la población. Estos cambios formaron parte de un plan ideado por el sultán Selim para mejorar las relaciones con la población cristiana del Pashalik. Sintiendo que era seguro, Petrović regresó a Šumadija en 1794, junto con su familia. Se instaló en Topola, donde se convirtió en un comerciante de ganado y negoció con los austriacos. Sus tratos comerciales lo llevaron a establecer conexiones con muchos serbios de Habsburgo. En 1796, Osman Pazvantoğlu, el gobernador renegado del Sanjacado de Vidin, quien había rechazado la autoridad de la Sublime Puerta, lanzó una invasión a los Pashalik de Belgrado. Abrumado, Mustafa Pasha formó una milicia nacional serbia para ayudar a detener la incursión. Petrović se unió a la milicia y se convirtió en un boluk-bashi (en serbocroata: Buljukbaša), liderando una compañía de 100 hombres.
A cambio de su servicio, a los serbios de Pashalik se les concedió una serie de privilegios. Se les permitió portar armas y levantar unidades militares autónomas. Después de que las milicias serbias se unieron a la guerra en el lado de Mustafa Pasha, Pazvantoğlu sufrió una serie de derrotas. Se retiró a Vidin, que fue asediado posteriormente. La guerra contra Pazvantoğlu marcó la primera vez que Petrović se distinguió ante los ojos de los otomanos, quienes le otorgaron el sobrenombre de «Jorge el Negro» (en serbocroata: Karađorđe; en turco: Kara Yorgi), en parte debido a su cabello oscuro y en parte por su siniestra reputación. El servicio de Karađorđe en la milicia serbia hizo que se familiarizara con la doctrina militar otomana.

## Primer alzamiento serbio (1804-1813)

### Revuelta contra losdahije
En 1798, Napoleón invadió Egipto, obligando a los otomanos a volver a desplegar miles de asiduos de los Balcanes para resistir a los franceses. Los janízaros del Pashalik de Belgrado, conocidos como dahije, que habían sido expulsados de la región por orden de Selim casi una década antes, fueron indultados y se les permitió regresar a Belgrado con la condición de que obedezcan a Mustafa Pasha. La distensión entre el anciano gobernador y los dahije no duró mucho. En 1801, Mustafa Pasha fue asesinado por un asesino dahije. El vacío de poder causado por su asesinato resultó en un período de luchas internas entre los dahije que duraría hasta 1802. Para este momento, cuatro comandantes dahije de alto rango salieron triunfantes y acordaron compartir el poder dentro del Pashalik. Los serbios fueron despojados de los privilegios que les habían sido otorgados bajo Mustafa Pasha. Las bandas dahije recorrían el campo, mataban campesinos, saqueaban propiedades y prendían fuego a sus casas. Miles de aldeanos fueron desplazados y obligados a huir a las montañas, donde durante los próximos años, los hombres sanos formaron bandas de guerrilla ad hoc.

Karađorđe, en el centro, durante la Asamblea de Orašac (1804). Ilustración del.

A mediados de julio de 1803, Karađorđe obtuvo armas y municiones de mercaderes serbios de Habsburgo en Zemun. Más tarde ese mes, envió mensajeros a través de Šumadija pidiendo una reunión de notables serbios para idear una estrategia para resistir a los dahije. El flujo de armas del Imperio austríaco al Pashalik, combinado con su incapacidad para aplastar a los guerrilleros en el campo, hizo que el liderazgo dahije se volviera cada vez más incómodo. En enero y febrero de 1804, los dahije lanzaron un asalto preventivo contra los jefes serbios del Pashalik (conocidos como knezovi, o "príncipes"), matando entre 70 y 150 de ellos. Los asesinatos indignaron al rayah serbio, la clase baja que pagaba impuestos a los Pashalik. En este momento, Karađorđe era una figura muy conocida y respetada en Šumadija. Escapó por poco de ser asesinado en la masacre de dos meses, que se conoció como la Masacre de los Knezes (en serbocroata: Seča knezova). Al matar a los jefes, los dahije empalaron sus cabezas cortadas en estacas de madera y los pusieron en exhibición pública. En la Candelaria, el 14 de febrero de 1804, los jefes supervivientes se reunieron en la aldea de Orašac, cerca de Aranđelovac, para decidir un curso de acción. Acordaron lanzar una rebelión contra los dahije y Karađorđe fue elegido sin oposición para liderarlo. Se dice que se negó dos veces a liderar el levantamiento, argumentando que su temperamento violento lo haría inadecuado para el papel. La negativa inicial de Karađorđe solo reforzó las convicciones de los jefes de que él era el único candidato adecuado, y finalmente, accedió a liderar a los rebeldes. Este evento marcó el comienzo del Primer Levantamiento Serbio, la fase inicial de lo que se conocería como la Revolución Serbia.
Al comienzo de la revuelta contra los dahije, el Pashalik de Belgrado tenía una población de alrededor de 400 000, de los cuales el 10 por ciento era musulmán. Su población serbia era de aproximadamente 250 000. Al principio, los rebeldes contaban con unos 30 000 hombres. En esta etapa inicial, se les unió una cantidad significativa de la población musulmana del Pashalik, a quienes los rebeldes llamaron «los turcos buenos». Karađorđe y sus seguidores pidieron ayuda al sultán Selim contra los dahije, quienes desde entonces habían rechazado la autoridad de la Sublime Puerta. Austria envió armas y suministros a los rebeldes, mientras que Rusia presionó a su favor, alentando a Porte a otorgarle a los serbios una mayor autonomía luego de la expulsión de los dahije. En mayo, Selim ordenó a un ejército de 7 000 efectivos bajo el mando de Bekir Pasha, el gobernador de Bosnia, que marchara hacia el Pashalik. Los serbios dieron la bienvenida a Bekir Pasha y sus hombres como liberadores, y los dahije pronto fueron derrotados a través de los esfuerzos conjuntos del ejército de Bekir Pasha y los rebeldes. A fines de agosto, los líderes de dahije más prominentes habían sido capturados por los hombres de Karađorđe, decapitados, y sus cabezas cortadas enviadas al Sultán como trofeos. Los dahije resistieron un año más antes de que fueran derrotados por completo. Luego de su derrota total, Karađorđe y sus seguidores exigieron que se otorgue a Serbia un estatus autónomo, similar al que disfrutaba la vecina Valaquia. Selim sospechaba que las demandas de autonomía de Karađorđe eran solo el primer paso hacia la independencia completa. Respondió declarando una yihad contra los rebeldes. A Hafiz Pasha, el gobernador otomano de Niš, se le ordenó marchar hacia Šumadija y destruir el ejército de Karađorđe.

### Rebelión contra la Sublime Puerta

#### Éxito inicial
Los rebeldes se enfrentaron por primera vez con los regulares otomanos en la batalla de Ivankovac en agosto de 1805, obteniendo una victoria decisiva. Belgrado fue pronto asediada por unos 16 000 combatientes rebeldes. Los líderes rebeldes utilizaron la retórica antimusulmana para movilizar al campesinado, pidiéndoles que se levantaran y llevaran a los otomanos "a través del mar azul". Para impulsar aún más a la población, Karađorđe recurrió a los recuerdos de la batalla de Kosovo de junio de 1389, que allanó el camino para la conquista otomana de Serbia y el resto de los Balcanes occidentales, declarando que la derrota de Serbia en la batalla debía ser vengada. Intentó consolidar aún más su autoridad volviendo a los símbolos de la Serbia medieval, como las reliquias de Stefan el Primer Coronado, y colocando antiguos símbolos heráldicos en banderas y sellos para establecer la continuidad entre el Imperio Serbio y él mismo. Se dice que los retratos de Dušan el Poderoso, el fundador del Imperio serbio, colgaban de las paredes de la sede de los rebeldes. Musulmanes, combatientes y no combatientes por igual, fueron asesinados sin tregua, como se ilustra en este relato contemporáneo que describe la captura de la aldea de Čučuge, cerca de Ub, en abril de 1806:

En su vuelo, los turcos tiraron sus brazos y sus ropas para correr mejor, pero sin ningún propósito. Los serbios los alcanzaron y los mataron, algunos con espadas, algunos con cuchillos y otros con dagas, mientras que a otros les aplastaron los sesos con palos y bastones. Dicen que más de 2 800 turcos perecieron y solo se escaparon los que tenían buenos caballos. Cuando nuestro ejército se reunió de nuevo en el campamento de Ub, vi que muchos de nuestros soldados tenían espadas manchadas de sangre... y sus culatas también estaban destrozadas y rotas; estaban llenos de todo tipo de botín.

Los serbios que descuidaron unirse al levantamiento fueron brutalizados en igual medida. Los hombres que no podían presentar una excusa adecuada para explicar por qué no luchaban fueron asesinados y sus casas incendiadas. Mientras que la mayoría de los rebeldes eran serbios, los residentes romaníes (gitanos) del Pashalik, la mayoría de los cuales eran musulmanes, también lucharon en el lado rebelde, al igual que algunos albaneses. En 1806, los rebeldes enviaron dos veces al diplomático Petar Ičko a Constantinopla para negociar con la Puerta. Las dos partes finalmente llegaron a un acuerdo, que llegó a conocerse como la Paz de Ičko, en el que los otomanos acordaron otorgar a los rebeldes una amplia autonomía. Debido a la mala infraestructura de comunicaciones y transporte de los Balcanes, tardaron varios meses para que las noticias de la oferta de la Puerta llegaran a los rebeldes. En agosto de 1806, los rebeldes derrotaron a los otomanos en la batalla de Mišar. Más tarde ese mes, obtuvieron otra victoria en la batalla de Deligrad. Smederevo fue capturado en noviembre e hizo la capital del estado revolucionario de Karađorđe. Belgrado, con la excepción de su imponente fortaleza, cayó a principios de diciembre. El estallido de la guerra ruso-otomana de ese mes, agravado por el reconocimiento de Rusia de proporcionar un amplio apoyo financiero y material a los rebeldes en caso de que siguieran luchando, convenció a Karađorđe de que no aceptara nada más que la independencia completa. Se negó de inmediato a aceptar los términos del acuerdo negociado por Ičko. En marzo de 1807, Karađorđe le prometió a Suleiman Pasha, el gobernador de Belgrado, que él y su guarnición recibirían un pasaje seguro si abandonaban la fortaleza sitiada de la ciudad. Cuando Suleiman y su guarnición salieron de la fortaleza, fueron emboscados. Hombres adultos fueron asesinados en el acto. Las mujeres y las niñas se convirtieron al cristianismo y se obligaron a casarse con sus captores, mientras que los niños fueron colocados al cuidado de las familias cristianas. Un relato contemporáneo sugiere que hasta 3 000 no cristianos, en su mayoría musulmanes, pero también judíos, se convirtieron. Los judíos que se resistieron a la conversión fueron asesinados o expulsados. Las mezquitas de la ciudad fueron destruidas o convertidas en iglesias.
Karađorđe era temido por enemigos y aliados por su carácter volátil. Consideraba que las ejecuciones eran la única forma de rectificar las infracciones militares y, según el historiador militar Brendon A. Rehm, personalmente mató a 125 personas. En 1806, ordenó que su hermano Marinko fuera ahorcado. Según un relato, Marinko había sido acusada de violar a una muchacha campesina. Otro sugiere que había estado tratando de seducir a mujeres jóvenes cuyos esposos estaban lejos en el frente. En cualquier caso, Karađorđe entretuvo a líderes rebeldes en su casa mientras el cuerpo sin vida de su hermano colgaba de la puerta principal, una advertencia a otros para que se abstengan de la conducta que Marinko había estado involucrando.

#### Las pérdidas aumentan

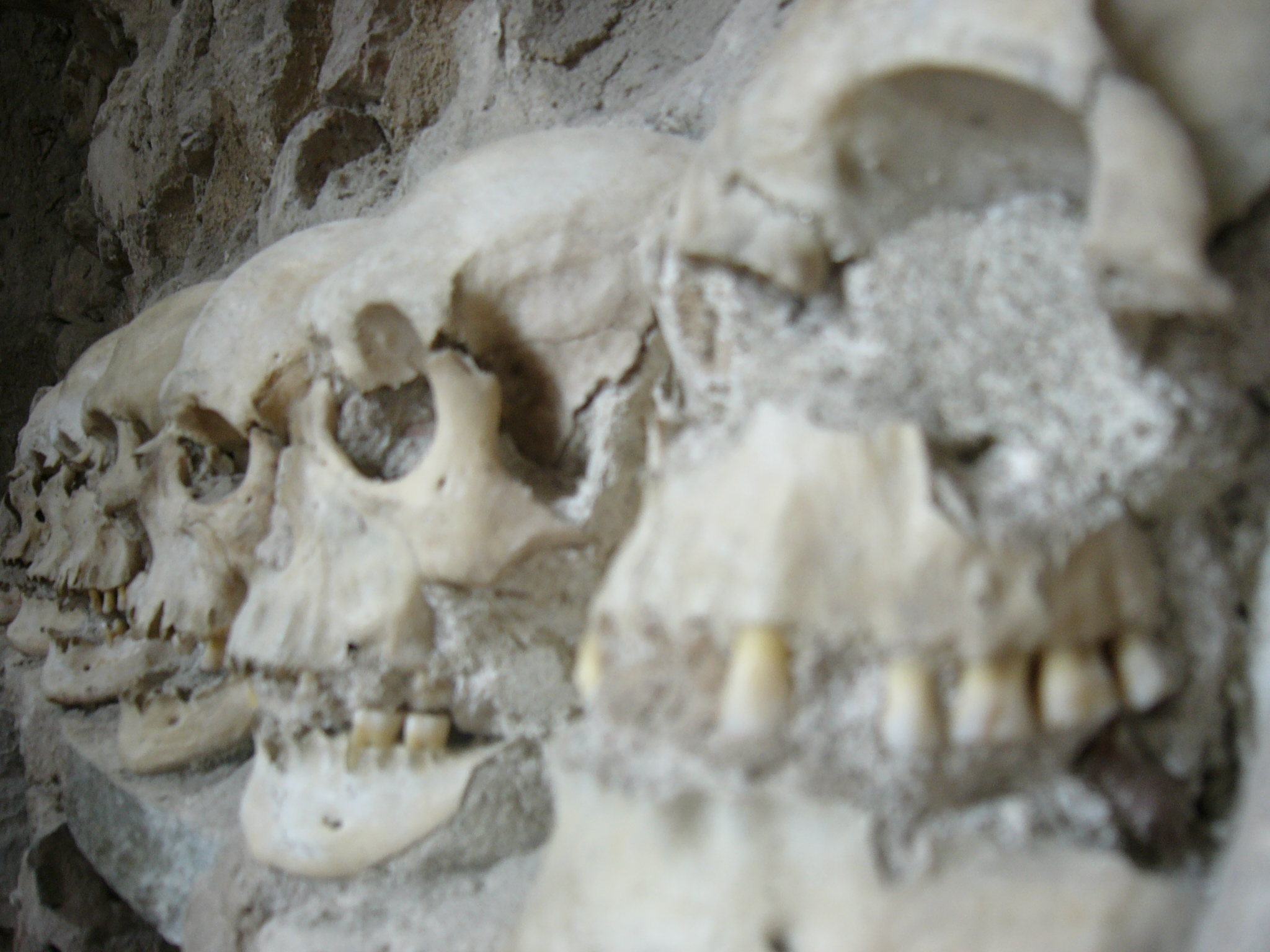
Detalle de la «Torre de los cráneos».

A medida que avanzaba la revolución, la fuerza rebelde alcanzó su tamaño máximo: unos cincuenta mil combatientes. A pesar de sus éxitos iniciales, los caudillos rebeldes rara vez mantenían buenas relaciones, y las luchas intestinas minaban la cohesión del bando alzado. En la parte occidental del país, Jakov Nenadović fue la figura principal. En el este, descollaban Milenko Stojković y Petar Dobrnjac. Estos se opusieron a los intentos de Karađorđe de crear un estado centralizado, por temor a que ello disminuyera su poder. Otros, como Nenadović, se quejaron de que Karađorđe se estaba volviendo demasiado autoritario. Nenadović sugirió que los rebeldes establecieran un consejo central para frenar el poder de Karađorđe y redactar una constitución basada en el estado de derecho. Karađorđe se opuso: «es fácil para esta ley soberana tuya gobernar en una habitación cálida, detrás de esta mesa», respondió, «pero veamos mañana, cuando los turcos golpeen, quién se reunirá con ellos y los vencerá».
En mayo de 1809, los rebeldes conquistaron Sjenica. Rechazaron un ataque otomano en la aldea de Suvodol a principios de junio, y se apoderaron de Novi Pazar ese mismo mes, pero no pudieron tomar su fortaleza. También se produjeron enfrentamientos menores en el norte de Kosovo. Al carecer de suficientes tropas y del adiestramiento necesario, los rebeldes no lograron establecer contacto con Montenegro y nunca se acercaron al mar Adriático. Uno de los objetivos fundamentales de Karađorđe era precisamente el acceso al mar. Los rebeldes experimentaron nuevos contratiempos en Niš, donde tres mil fueron rodeados en la colina Čegar en mayo-junio de 1809. Sabiendo que él y sus hombres serían empalados si los capturaban, el jefe rebelde Stevan Sinđelić se voló por los aires con sus partidarios al detonar el almacén de pólvora de su atrincheramiento. En el sitio de la batalla, el comandante otomano Hurshid Pachá construyó una torre de piedra con los cráneos de Sinđelić y sus combatientes incrustados en sus muros como advertencia del sino que esperaba a los rebeldes.
La caída de Čegar permitió a los otomanos afianzar una franja de territorio que se extendía a lo largo del valle del río Morava desde Niš hasta el Danubio. El avance se detuvo después de que los rusos cruzaron el Danubio en septiembre de 1809 y atacaron a los otomanos en el norte de Bulgaria, ofreciendo a los rebeldes un respiro temporal. Estos recobraron pronto todo el territorio perdido, pero se agotaron por los combates. A partir de entonces, estuvieron continuamente a la defensiva. Los jefes rebeldes se pelearon entre sí, culpándose mutuamente por las recientes derrotas. Karađorđe culpó a los rusos por no haber intervenido antes en su favor. Posteriormente, escribió a Napoleón solicitando auxilio militar y, en 1810, envió un emisario a Francia. Nada surgió de estas solicitudes, ya que los franceses no creían que tuvieran la capacidad militar para expulsar a los otomanos de los Balcanes. A medida que aumentaban sus reveses en el campo de batalla, el comportamiento de Karađorđe se volvió más volátil. A fines de 1809, disparó e hirió a uno de sus comandantes, Petar Jokić, por tomar una mala decisión militar en las cercanías de Ćuprija.

Serbia en 1813.

En 1810, Dobrnjac se amotinó contra Karađorđe y casi logró expulsarlo. Milenko Stojković se unió a su revuelta. En junio de 1810, las tropas rusas entraron a Serbia por segunda vez, distribuyendo armas y suministros a Karađorđe y sus seguidores. El mariscal de campo Mijaíl Kutuzov participó en la planificación de acciones conjuntas contra los otomanos y los amotinados. Al año siguiente, Dobrnjac y Stojković fueron derrotados. Karađorđe intentó aplacar a los amotinados. En enero de 1811, estableció el Consejo de Gobierno Popular (en serbocroata: Praviteljstvujušči Sovjet), un gabinete formado por miembros que apoyaban a Karađorđe, así como aquellos que se oponían a él. Estaba compuesto por doce miembros, uno para cada uno de los nahije (distritos) de la Serbia rebelde. Karađorđe nombró a Stojković ministro de Relaciones Exteriores; a Nenadović, ministro del Interior; y Dobrnjac, de Justicia. También incorporados al gabinete de Karađorđe estaban Mladen Milovanović, en calidad de ministro de Guerra; Dositej Obradović, ministro de Educación; y Sima Marković, de Finanzas. Dobrnjac y Stojković se negaron a aceptar los puestos que se les ofrecieron, temiendo que su aceptación legitimaría a Karađorđe y socavaría su propia posición. Karađorđe los acusó de insubordinación y los exilió a Valaquia, reemplazándolos con leales. El Consejo de Gobierno pronto reconoció a Karađorđe como caudillo hereditario de Serbia y prometió lealtad a sus «herederos legítimos».

#### Derrota
A mediados de 1812, el Imperio ruso y el otomano firmaron el Tratado de Bucarest, dando fin a la guerra ruso-otomana. Por sus esfuerzos, Karađorđe recibió la Orden de Santa Ana de los rusos. El Consejo de Gobierno se apresuró a hacer un juramento de lealtad a Rusia con la esperanza de que esto les proporcionaría mayor protección, en vano. El emperador ruso, Alejandro, estaba al tanto de los planes de Napoleón para invadir Rusia y trató desesperadamente de devolver la mayor cantidad posible de soldados rusos para repeler el ataque. Como parte del Tratado de Bucarest, los rusos y los otomanos acordaron que las fortificaciones serbias construidas después de 1804 debían ser destruidas, mientras que las ciudades y fortalezas de las cuales los otomanos habían sido expulsados en el transcurso del levantamiento serían ocupadas y guarnecidas por tropas otomanas. A cambio, los otomanos acordaron declarar una amnistía general para los ex rebeldes, así como conceder cierto grado de autonomía a los serbios del bajalato de Belgrado. Como parte del acuerdo, los rusos acordaron retirar sus fuerzas de Serbia, así como de Valaquia y Moldavia. Los rusos alentaron a Karađorđe y sus seguidores a negociar directamente con la Sublime Puerta con respecto a las minucias de la entrega de ciudades y fortificaciones a los otomanos. La inquietud llenó el campamento rebelde una vez que quedó claro que no había nada que impidiera a los otomanos exigir represalias contra la población serbia del bajalato después de que los rusos se retiraron. Karađorđe se negó a cumplir con los términos del Tratado de Bucarest y los combates continuaron.
Privados de la ayuda extranjera, los rebeldes fueron rápidamente derrotados por los otomanos, cuyas unidades estaban tripuladas principalmente por albaneses y musulmanes bosnios. A principios de octubre, Karađorđe huyó al Imperio austríaco. A él se unieron otros 100 000 serbios que huían del avance otomano, incluidos 50 000 de Belgrado y sus alrededores solo. Belgrado cayó más tarde ese mes. La caída de la ciudad marcó el final del Primer Levantamiento Serbio. Los otomanos seleccionaron a hombres y niños mayores de 15 años para su ejecución, y vendieron a mujeres y niños a la esclavitud. La tortura fue utilizada extensivamente y las ejecuciones fueron particularmente brutales. «Los hombres fueron asados vivos, colgados de sus pies sobre la paja humeante hasta que se asfixiaron, castraron, aplastaron con piedras y quedaron bastinados», escribió un testigo presencial. «Sus mujeres e hijos fueron violados y, a veces, llevados a la fuerza a los harenes. Fuera de la puerta de Estambul, en Belgrado, siempre había a la vista cadáveres de serbios empalados que eran roídos por manadas de perros». Otra testigo relata cómo los bebés y niños pequeños fueron hervidos vivos. Solo en un día, mil ochocientos mujeres y niños fueron vendidos como esclavos en un mercado de Belgrado. Las iglesias de toda la ciudad fueron destruidas y las mezquitas que se habían convertido en iglesias después de la captura de la ciudad en 1806 fueron devueltas a su uso original. Otros fueron incendiados deliberadamente por los otomanos con el propósito de infligir sufrimiento a los habitantes de la ciudad. En una ocasión, varias docenas de refugiados serbios que buscaban refugio en una mezquita fueron quemados vivos en su interior.
A fines de octubre de 1813, Hurshid Pachá declaró una amnistía general para los rebeldes que habían sobrevivido, aunque Karađorđe y algunos clérigos ortodoxos de alto rango estaban específicamente exentos. Muchos líderes rebeldes acordaron dejar las armas, el más notable de ellos fue Miloš Obrenović, el comandante rebelde en Užice. Posteriormente, una gran cantidad de refugiados serbios regresaron a sus hogares, al igual que muchos de los musulmanes que habían sido desplazados en la lucha.

## Exilio, regreso a Serbia y muerte

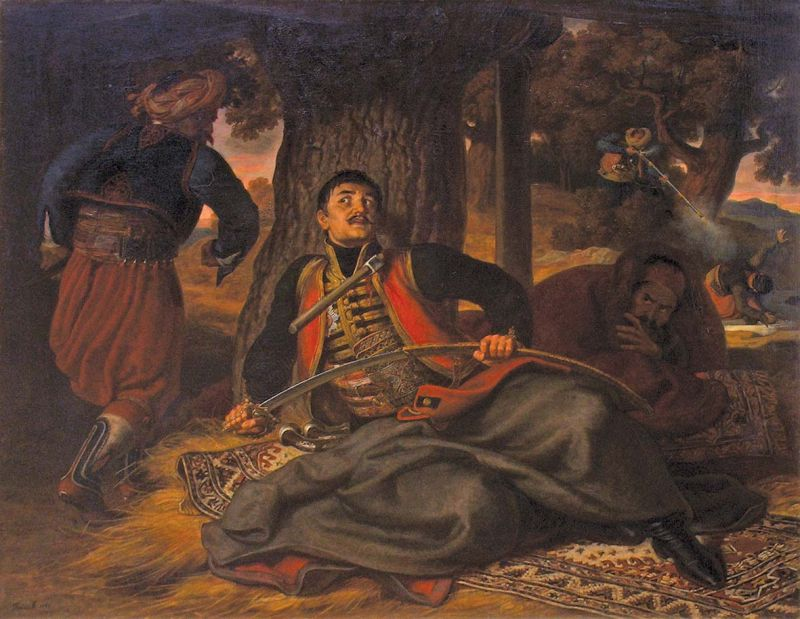
El asesinato de Karađorđe (1863), por el húngaro Mór Than. Museo Nacional de Serbia.

Al cruzar el Danubio, Karađorđe y sus seguidores fueron arrestados por las autoridades austriacas. Fueron detenidos inicialmente en la fortaleza de Petrovaradin en Novi Sad y luego fueron trasladados a una prisión en Graz. Los otomanos exigieron que Karađorđe y los otros líderes rebeldes fueran extraditados para enfrentar el castigo. Los austriacos se negaron y en cambio los entregaron a los rusos. Karađorđe pasó un año bajo custodia austriaca antes de que se le permitiera ir a Rusia. Como muchos de los otros líderes rebeldes, se estableció en Besarabia. Intentó adaptarse a la vida civil, encargándose un retrato de él mismo del pintor Vladimir Borovikovsky. En abril de 1815, Obrenović orquestó otra rebelión anti-otomana en Serbia, que se conoció como el Segundo Levantamiento Serbio. A diferencia de la revuelta de Karađorđe, el Segundo Levantamiento Serbio terminó relativamente rápido y resultó en una victoria rebelde. En noviembre de 1815, los otomanos aceptaron las demandas de Obrenović de una amplia autonomía. Los términos que acordaron eran idénticos a los rechazados por Karađorđe en 1807.
Los rusos prohibieron a Karađorđe regresar a los Balcanes para participar en el Segundo Levantamiento Serbio. Karađorđe se opuso y viajó a San Petersburgo para defender su caso, pero fue arrestado y detenido. Tras su liberación, se unió a Filiki Eteria, una sociedad secreta nacionalista griega que pretendía lanzar un levantamiento de los Balcanes contra los otomanos. Filiki Eteria le prometió a Karađorđe una posición de liderazgo militar en el levantamiento planificado y le ofreció llevarlo de contrabando al Pashalik de Belgrado. Karađorđe entró en secreto en el Pashalik el 24 de julio (12 de julio, según el calendario juliano) de 1817, cruzando el Danubio junto con su sirviente, Naum Krnar. Luego contactó con su kum, Vujica Vulićević, quien le ofreció una morada en el bosque de robles de Radovanje Grove, cerca de Velika Plana. Sin el conocimiento de Karađorđe, Vulićević estaba en la nómina de Obrenović. Después de escoltar a Karađorđe y su sirviente a una tienda de campaña en el bosque, Vulićević informó a Obrenović del paradero de Karađorđe a través de un correo. Poco después, recibió una carta de Obrenović diciéndole que Karađorde iba a ser asesinado. Vulićević reclutó a uno de sus confidentes cercanos, Danilo Novaković, para acabar con la vida de Karađorđe. A la mañana siguiente, justo antes del amanecer, Novaković se coló en la tienda de Karađorđe y lo mató mientras dormía. Luego fue a la orilla del río y le disparó a Krnar con un rifle mientras recogía agua. El cuerpo sin vida de Karađorđe fue decapitado. Su cabeza cortada fue llevada a Belgrado y presentada a Marashli Ali Pasha, quien había sido nombrado gobernador del Pashalik dos años antes. Ali Pasha tenía la cabeza de Karađorđe desollada, rellena y enviada al propio Sultán.
Obrenović temía que el regreso de Karađorđe hiciera que los otomanos se negaran al acuerdo alcanzado por los seguidores de la Sublime Puerta y Obrenović en noviembre de 1815. Por extensión, el asesinato de Karađorđe impidió que los serbios del Pashalik participaran en la rebelión de los Balcanes que planeó la Filiki Eteria. En Constantinopla, la cabeza de Karađorđe fue empalada en una estaca y se dejó en exhibición pública durante una semana. Su cuerpo fue enterrado en suelo serbio, pero su cráneo terminó en manos de un museo de Constantinopla. Fue robado algunos años después y enterrado en Grecia.

## Legado

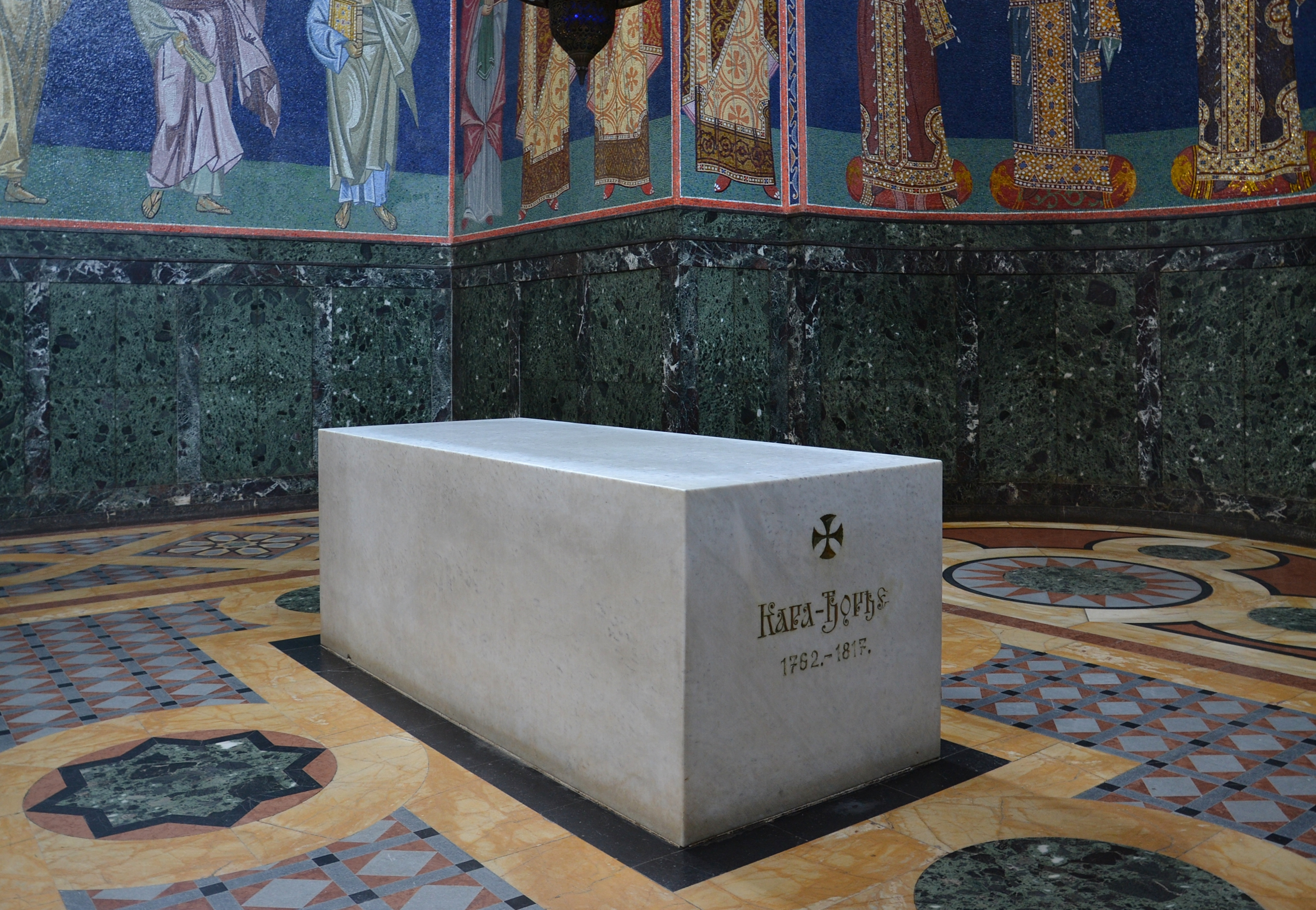
Sarcófago de Karađorđe en la Iglesia de San Jorge, Topola.

Los descendientes de Karađorđe adoptaron el apellido Karađorđević en su honor. Su asesinato dio lugar a una violenta y prolongada disputa entre sus descendientes y los de Obrenović, con el trono serbio cambiando de manos varias veces. La disputa llegó a un abrupto final en junio de 1903, cuando los rebeldes oficiales del Ejército Real Serbio mataron al rey Obrenović, Aleksandr, y a su esposa, la reina Draga, con lo que se extinguió la línea Obrenović. El nieto de Karađorđe, Petar Karađorđević, luego ascendió al trono. Para atarse al legado de su abuelo, Petar encargó una corona de bronce de un primer cañón de Karađorđe. Además, la Orden de la Estrella de Karađorđe se presentó como la decoración estatal más alta de Serbia. El primer largometraje que surgió de Serbia y los Balcanes, cuya trama gira en torno a Karađorđe y sus acciones antes, durante y después del primer levantamiento serbio, se estrenó en 1911. Pronto comenzó la construcción de la Iglesia de San Jorge, un mausoleo de la dinastía Karađorđević en Oplenac, cerca de Topola. En noviembre de 1918, Petar ascendió al trono del recién establecido Reino de los Serbios, Croatas y Eslovenos, que más tarde pasó a llamarse Yugoslavia. La cabeza de Karađorđe fue repatriada desde Grecia en 1923 y se reunió con el resto de su cuerpo. Sus restos fueron enterrados en un sarcófago de mármol blanco dentro de la iglesia en 1930. La dinastía Karađorđević gobernó Yugoslavia hasta 1941, cuando sus miembros se vieron obligados a exiliarse por la invasión y ocupación alemana del país. La monarquía fue abolida por el gobierno comunista de Josip Broz Tito en 1945.
Misha Glenny, periodista especializada en los Balcanes, cree que el Primer Levantamiento Serbio "marcó el comienzo de la historia moderna en la península balcánica". El levantamiento encendió la llama del nacionalismo etno-religioso entre los cristianos del sureste de Europa e inspiró la posterior guerra de Independencia de Grecia. La lucha de Karađorđe contra los otomanos también tuvo una influencia importante en el revolucionario musulmán de Bosnia, Husein Gradaščević, quien instigó el Gran Levantamiento de Bosnia. Karađorđe es visto de forma negativa por algunos bosnios modernos. En 2011, el jefe mufti de la Comunidad Islámica de Serbia, Muamer Zukorlić, presentó una petición para cambiar el nombre de una calle en Sjenica que lleva el nombre de Karađorđe. Zukorlić alegó que Karađorđe y sus seguidores habían atacado indiscriminadamente a los residentes de la ciudad en 1809, una noción disputada por historiadores serbios. El historiador Ivo Banac supone que "hoy no habría musulmanes bosnios" si Karađorđe hubiese extendido su levantamiento al oeste del Drina.

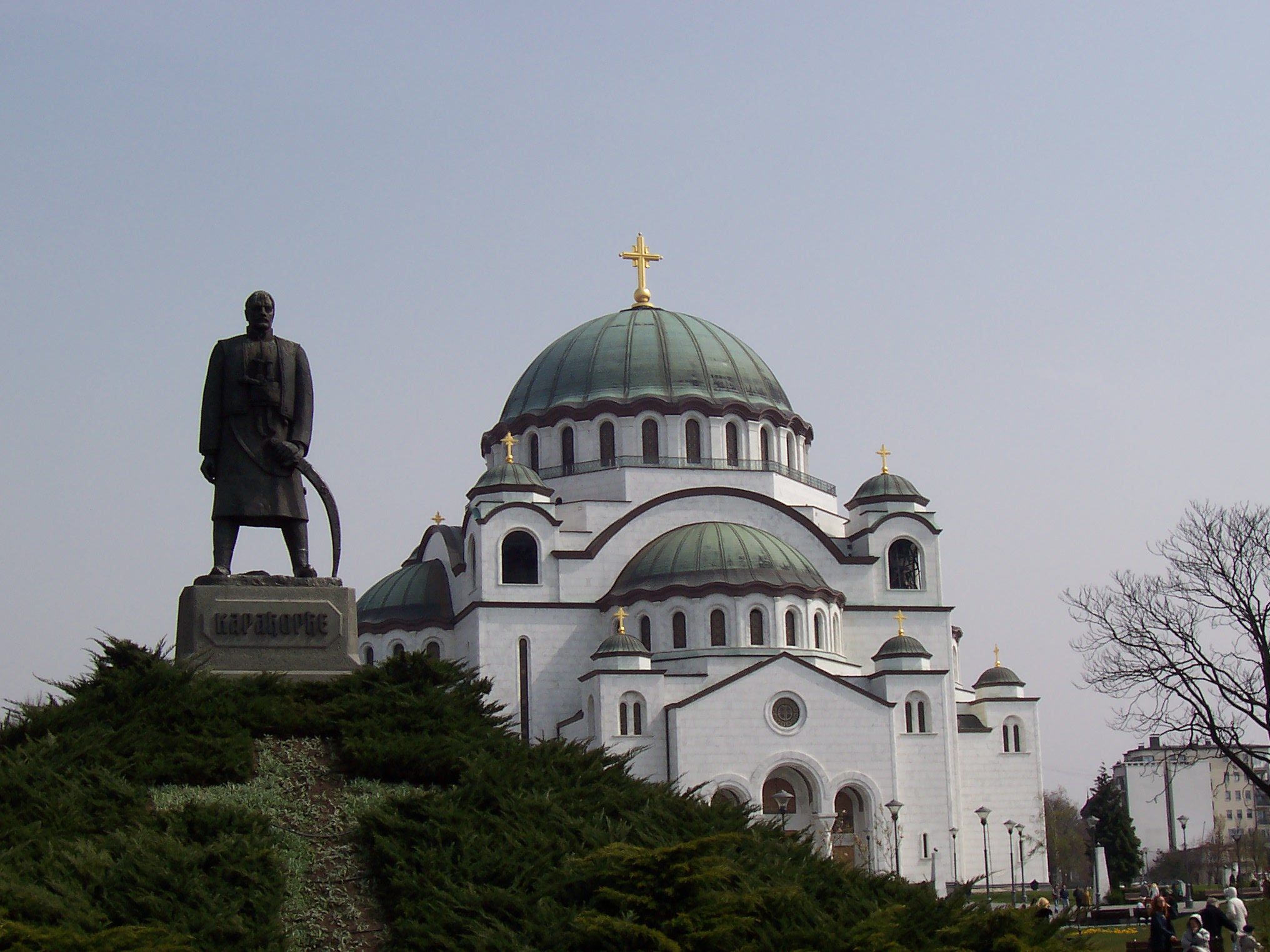
La estatua de Karađorđe frente a la Iglesia de San Sava en Belgrado.

Las hazañas de Karađorđe fueron popularizadas en toda Europa por el lingüista y folclorista Vuk Karadžić, quien grabó y publicó las baladas del tocador ciego de guzla y poeta épico Filip Višnjić, muchos de los cuales se referían al primer levantamiento serbio. Karađorđe está referenciado en varias obras de ficción del siglo XIX. Mientras aún estaba vivo, el dramaturgo húngaro István Balog escribió una obra de teatro sobre él, titulada Jorge el Negro, que se estrenó en agosto de 1812. Varios años después, el poeta ruso Aleksandr Pushkin escribió una balada sobre Karađorđe titulada La canción de Jorge el Negro. El poeta irlandés George Croly también escribió una balada sobre él. Karađorđe se menciona en la novela de Honoré de Balzac de 1842, Un début dans la vie, como el abuelo de uno de los personajes principales del libro. El príncipe-obispo y poeta montenegrino Petar II Petrović-Njegoš dedicó su poema épico de 1847 La corona de la montaña a "las cenizas del padre de Serbia", una referencia a Karađorđe. Se cree que el apellido Karamázov, utilizado en la novela de 1880 Los hermanos Karamázov del escritor ruso Fiodor Dostoyevski, se inspiró parcialmente en Karađorđe, cuyas hazañas popularizaron el uso del prefijo «kara-» en significar «negro» dentro de Rusia.
La imagen de Karađorđe apareció en el anverso de los billetes de cinco millones de dinares emitidos por el Banco Nacional de Yugoslavia en 1993 y 1994. El estadio del FK Vojvodina, uno de los grandes clubes del fútbol serbio, se llama estadio Karađorđe en su honor. El aniversario del primer levantamiento de Serbia, el 15 de febrero, se celebra anualmente en Serbia a través de un día festivo conocido como el Día del Estado, introducido por primera vez en julio de 2001. Frente a la Iglesia de San Sava de Belgrado, dentro del Parque de Karađorđe, hay una estatua de Karađorđe.